# B-Happy
B-Happy és una pel·lícula xilena dirigida per Gonzalo Justiniano, estrenada el 9 de gener de 2004. Va ser estrenada en 3 països: Xile, Espanya i Veneçuela.

## Trama
Aquesta és la història de Katty (Manuela Martelli), una nena de catorze anys, que viu amb la seva mare Mercedes (Lorene Prieto) i el seu germà gran Danilo (Felipe Ríos) en un barri de classe mitjana baixa en el camp. Katty ha esperat molt de temps al seu pare Radomiro (Eduardo Barril). Ella creu que és un home de negocis que viatja molt, per això s'emporta una gran sorpresa al saber que ell torna després d'haver estat els últims 10 anys a la presó. No obstant això, ell és encantador i Katty no es resisteix a la màgia de la personalitat del seu pare. Però l'instint de Radomiro és fort i aviat tornarà a ficar-se en problemes, per la qual cosa es veu obligat a desaparèixer novament. Mercedes viu fa anys amb una asma crònica, que acaba per conduir-la a la mort. Danilo també abandona a Katty per a aconseguir un treball i tornar amb diners, però això mai ocorre. D'aquesta manera, Katty es queda sola al món desitjant trobar i recuperar al seu pare perdut per segona vegada. La travessia que emprèn en la seva cerca la llançarà al conflicte del seu propi destí: "Ella porta la sang del seu pare, però no vol ser com ell".

## Repartiment
- Manuela Martelli com Katty.
- Eduardo Barril com Radomiro.
- Lorene Prieto com Mercedes.
- Juan Pablo Sáez com Francisco / Nina.
- Gloria Laso com Gladis.
- Ricardo Fernández com Chemo.
- Juan Falcón com Nélson.
- Felipe Ríos com Danilo.
- Gabriela Hernández com Peta.
- José Martin com Oscar.
- Sergio Hernández com Franco.
- Oscar Hernández com Albino.
- Carmen Gloria Bresky com Pulga.
- Consuelo Edwards com Maira.
- Carlos M. Graves com Cap de Policia.

## Premis
Fou exhibida a la secció Fòrum del Cinema Jove del 54è Festival Internacional de Cinema de Berlín, on va rebre el premi CICAE i el Premi Don Quixote. També fou exhibida al Buenos Aires Festival Internacional de Cinema Independent (BAFICI) de 2004, on va rebre el premi Diversitat Cultural. També va guanyar el segon premi Gran Coral i el premi a la millor actriu al Festival Internacional del Nou Cinema Llatinoamericà de l'Havana i el premi al millor guió i a la millor actriu de repartiment al Festival Internacional de Cinema de Cartagena de Indias de 2004.